# Бандл

Бандл PlayStation 3 (40Гб) + GTA IV

Бандл (от англ. bundle — охапка, вязанка, пакет) — комплект, состоящий из нескольких товаров, продаваемых как единое целое. Особенно распространены в игровой индустрии. Пакет продуктов может называться пакетной сделкой, в записанной музыке или видеоиграх — сборником или бокс-сетом, а в издательском деле — антологией.

## Обоснование
Типичные и самые популярные бандлы — это так называемые игровые комплекты:
- Игровая консоль + видеоигра
- Видеокарта (или материнская плата) + компьютерная игра
- Набор игр, продающихся как единое целое набором по фиксированной цене, либо по принципу «Плати сколько хочешь» («Pay what you want»), в течение ограниченного времени.

В таможенной практике понятие бандл используют для обозначения упаковки (места) в контейнере. Тогда это может быть ящик (коробка), поддон с товарами или связка. Обычно бандл — неделимая часть, объединённая либо ящиком (пакетом, коробкой), либо закреплённая на поддоне.
Объединение продуктов лучше всего подходит для продуктов с большими объемами и высокой маржой (т. е. с низкой предельной стоимостью). Исследование, проведенное Яннисом Бакосом и Эриком Бриньолфссоном, показало, что объединение в пакеты было особенно эффективным для цифровых «информационных товаров» с почти нулевыми предельными затратами и могло позволить сборщику с более низким набором продуктов вытеснить с рынка товары даже высшего качества.